# Campeonato Mundial de Ginástica Estética de Grupo de 2022
O Campeonato Mundial de Ginástica Estética de Grupo de 2022, a 22ª edição da competição de ginástica estética de grupo, foi realizada em Graz, na Áustria, de 25 a 27 de novembro, no Raiffeisen Sportpark.

## Países participantes
- Áustria
- Bulgária
- Canadá
- Chéquia
- Dinamarca
- Estónia
- Finlândia
- França
- Grécia
- Itália
- Japão
- Cazaquistão
- Espanha
- Ucrânia
- Estados Unidos

## Medalhistas
| Event           | Ouro | Prata | Bronze |
| --------------- | --- | --- | --- |
| Final Sênior    | National Team Bulgária Victoria Berova, Sibila Karpacheva, Hristiana Kovacheva, Karina Neykova, Siana Tabakova, Daria Kapsazova, Yana Staykova, Maria Mehlemova | Minetit Finlândia Iinu Häkkinen, Adaliina Niininen, Ellen Aspholm, Sanni Hartman, Sara Hyötyläinen, Katariina Järventausta, Anna Miettinen, Lara Pietilä, Sini Tapio    | Goloria Finlândia Laura Airila, Milla Jääskeläinen, Josefina Ketola, Noora Luoto, Anna Luoto, Hertta Martikainen, Tuuli Mörsky, Tiara Reyes, Justiina Tiittanen, Varvara Yulle                                        |
| Final Juvenil   | Minetit Junior Finlândia Tilda Holappa, Jenni Hyytiäinen, Ella Koskinen, Minttu Malinen, Minttu Mikkola, Serafiina Niininen, Lilja Peurakoski                   | National Team Bulgária Kristiana Doycheva, Maria Stamenova, Nikol Zlatkova, Nicol Angelova, Simona Berova, Katrin Taseva, Daria Voynova, Raya Srandeva, Nikol Stoyanova | OVO Junior team Finlândia Ingrid Bergring, Emma Jonsson, Ksenia Kameneva, Vienna Kivelä, Linda Latvanen, Saaga Leppävuori, Selma Länsmans, Oona Räätäri, Laura Seppä, Yagmur Serengil, Emma Törmänen, Alida Virkkunen |
| Posição do país | | | |
| Equipe Sênior   | Finlândia | Bulgária | Cazaquistão |
| Equipe Juvenil  | Finlândia | Estónia | Cazaquistão |

## Quadro de medalhas
| Pos.               | País               | Ouro | Prata | Bronze | Total |
| ------------------ | ------------------ | ---- | ----- | ------ | ----- |
| 1                  | Finlândia          | 3    | 1     | 2      | 6     |
| 2                  | Bulgária           | 1    | 2     | 0      | 3     |
| 3                  | Estónia            | 0    | 1     | 0      | 1     |
| 4                  | Cazaquistão        | 0    | 0     | 2      | 2     |
| Total (4 entradas) | Total (4 entradas) | 4    | 4     | 4      | 12    |